# Avrättningarna i Vichtis
Avrättningarna i Vichtis ägde rum i Vichtis den 1 februari 1918 under det finska inbördeskriget. Det var ett utbrott av röd terror, där Hyvinge röda gardes flygavdelning, kommenderad av Lauri Kara sköt 17 män som försökte nå den vita sidan i Vichtis. Det var två separata terrorhandlingar som, enligt historikern Jaakko Paavolainen utfördes av samma flygenhet under Karas ledning. 

## Döda
Thomégruppens dräpta inkluderade William Thomé, grundaren av Thomé Skogskontor (senare Thomesto), arkitekterna Valter Thomé, Ivar Thomé och Väinö Hollo, skogsförvaltaren Frans Wegelius, skogsbrukstudenten Erik Castrén och juridikstudenten Väinö Vuoristo. Samtidigt sköts också Viktor Mannerheim, en vit polisman som haft ett spänt förhållande till lokala jordbrukare och torpare, på grund av händelser under det förra årets jordbruksstrejker.
Ranckens grupp inkluderade Holger Rancken, amanuens för Botaniska museet vid Helsingfors universitet, medicinstudenterna Arvid Mielck och Allan Roström, medicine kandidat Martin Strandberg, teknikstudent Magnus Gadolin, medicinstudent Holger Gulin och filosofistudent Charles Söderholm samt de senare fångade universitetsamanuensen ornitolog Carl Finnilä och zoolog Karl Ehrström.